# José Erick Correa
José Erick Correa Villero (Acandí, 20 juli 1992) is een Colombiaans voetballer. In 2015 tekende hij een contract bij CA Tigre uit de Argentijnse Primera División.

## Clubcarrière
Correa begon zijn profcarrière bij het Colombiaanse Boyacá Chicó. Bij Boyacá Chicó scoorde hij 12 doelpunten in 33 competitiewedstrijden. Op 17 april 2012 tekende Correa een contract bij de Major League Soccer-club Chivas USA. Op 16 augustus 2013 werd Correa uitgeleend aan het Argentijnse Gimnasia. Zijn debuut maakte hij op 18 september 2013 tegen Colón. In diezelfde wedstrijd maakte hij zijn eerste doelpunt wat zijn team de 1-0 zege opleverde.
Het seizoen in 2014 was het laatste seizoen voor voetbalclub Chivas USA (de voetbalclub werd opgeheven), waarna Correa voor 2015 tekende bij CA Tigre. 